# Susuanycha susua
Susuanycha susua là một loài bọ cánh cứng trong họ Cerambycidae.